# 新卡利诺韦
新卡利诺韦（烏克蘭語：Новокалинове）是乌克兰顿涅茨克州波克羅夫斯克區奥切雷蒂内市镇的村庄。
2024年4月27日，當地被俄罗斯联邦武装力量占领。

## 人口统计
根据2001年的人口普查，该村有521人，其中78.5%的人以乌克兰语为母语，21.11%的人以俄语为母语，0.19%的人以摩爾多瓦語为母语。